# Coenina poecilaria
Coenina poecilaria är en fjärilsart som beskrevs av Herrich-Schäffer 1854. Coenina poecilaria ingår i släktet Coenina och familjen mätare. Inga underarter finns listade i Catalogue of Life.